# Olga Vasiljonok
Olga Vasiljonok est une fondeuse bielorusse, née le 17 mai 1980.

## Biographie
Elle débute en Coupe du monde en mars 2004. Pour de sa deuxième course, un sprint à Düsseldorf, elle est 11e.
Aux Jeux olympiques d'hiver de 2006, elle est 51e de la poursuite, 15e du relais, 25e du sprint libre et 34e du trente kilomètres libre.
Aux Championnats du monde 2007, elle obtient son meilleur résultat avec une sixième place au sprint par équipes. Lors de l'édition 2009, elle réalise sa meilleure performance individuelle en mondial avec une 17e place sur le sprint libre.
Aux Jeux olympiques d'hiver de 2010, elle est 55e du dix kilomètres libre, 46e du sprint classique et 10e du relais.
Aux Universiades, elle compte deux médailles de bronze obtenues en 2007.